# Rebecca Falls
Die Rebecca Falls sind ein Wasserfall bislang nicht ermittelter Fallhöhe im Fiordland-Nationalpark auf der Südinsel Neuseelands. Westlich des Gair Loch in den Neuseeländischen Alpen liegt er im Lauf eines namenlosen Bachs, der hinter dem Wasserfall in südlicher Fließrichtung in den Seaforth River mündet.
Der Wasserfall liegt am Dusky Track auf der sechs- bis achtstündigen Etappe von der Loch Maree Hut zur Kinail Hut.